# جورج كوكس
جورج كوكس (بالإنجليزية: George Cox)‏ (و. 1824 – 1901 م) هو سياسي، من أستراليا، توفي عن عمر يناهز 77 عاماً.

## مناصب
تولى منصب عضو المجلس التشريعي نيو ساوث ويلز (23 يونيو 1863–28 نوفمبر 1901)، وعضو الجمعية التشريعية نيو ساوث ويلز (10 أبريل 1856–11 أبريل 1859).

## التعليم
تعلم في The King's School, Parramatta ‏.